# Sibérie, terre de douleur
Sibérie, terre de douleur (titre original : Die Flucht in den Zirkus) est un film muet allemand réalisé par Mario Bonnard et Guido Parish, sorti en 1926.

## Synopsis
A Moscou en 1912, Wera et son amant, le comte Vladimir, un officier de haut rang, sont plus différents que jamais. Alors que la jeune femme sympathise avec les révolutionnaires et les anarchistes du pays, le noble, au service du tsar, est un monarchiste fidèle. Les deux amoureux ont même eu un enfant ensemble. Lorsque Wera est un jour prise dans une rafle du pouvoir d'État contre des nihilistes, son destin semble scellé. Wera est accusée d'insubordination et de conspiration puis est jugée par un tribunal d'instance dont Vladimir fait également partie. Pour ne pas compromettre la position de son amant, la jeune révolutionnaire prétend que son enfant est celui d'un autre.
Condamnées à la déportation en Sibérie pour son délit, Wera se réfugie en chemin dans un cirque où on lui offre une protection. Comme on veut les y caser et qu'elle s'y oppose, on dénonce la fugitive. Au même moment, Vladimir doute de la culpabilité de Wera et s'enfonce dans les abîmes des réunions subversives pour en savoir plus. Lorsqu'il apprend qu'un gouverneur russe est victime d'un complot d'assassinat, il parvient à le déjouer. En récompense de son acte héroïque, le baron exige le pardon et la libération de son amante. 
Après s'être jeté devant elle au dernier moment pour la protéger lorsque sa maîtresse devait être fusillée, les deux amants improbables sont enfin réunis.

## Fiche technique
- Titre : Sibérie, terre de douleur
- Titre original : Die Flucht in den Zirkus
- Titre postérieur : Die Flucht in den Zirkus - Verurteilt nach Sibirien - Moskau 1912
- Réalisation : Mario Bonnard et Guido Parish
- Scénario : Leo Birinsky, Mario Bonnard
- Cinématographie : Mutz Greenbaum, Theodor Sparkuhl
- Direction artistique : Andrej Andrejew, Karl Görge, August Rinaldi
- Pays de production : Allemagne  République de Weimar
- Producteurs : Hermann Millakowsky, Fred Lyssa
- Société de production : Greenbaum Film
- Distribution : Parufamet
- Format : Noir et blanc — 35 mm — 1,37:1 — Muet
- Date de sortie : 
  - Allemagne  République de Weimar : 12 novembre 1926

## Distribution
- Marcella Albani
- Vladimir Gajdarov
- Fritz Kampers
- Henry Bender
- Eugen Burg
- William Dieterle
- Olga Engl
- Karl Harbacher
- Leopold von Ledebur
- Hans Mierendorff
- Hermann Picha
- Louis Ralph
- Frida Richard
- Gerhard Ritterband
- Guido Parish